# 黒部三奈
黒部 三奈（くろべ みな、1977年5月2日 - ）は、日本の女性総合格闘家。東京都荒川区出身。マスタージャパン所属。元修斗女子世界スーパーアトム級王者。元DEEP JEWELSアトム級王者。

## 来歴
日本大学芸術学部美術学科を卒業後、コンピューター・グラフィックスのデザイナーとして働いていたが、32歳の時に「運動不足解消とダイエット」のためにボクササイズを始めたことがきっかけで、次第に格闘技のトレーニングにのめり込むようになり、2012年に35歳でプロデビューを果たした。
2017年2月25日、DEEP JEWELS 15のDEEP JEWELSアトム級タイトルマッチで王者のスギロックに挑戦し、3-0の判定勝ちを収め、39歳にして初の王座獲得に成功した。
2017年6月10日、ROAD FC 039で元UFCファイターのハム・ソヒとROAD FC女子アトム級初代王座決定戦を行い、3RにパウンドでTKO負けを喫し王座獲得に失敗した。
2018年3月10日、DEEP JEWELS 19のDEEP JEWELSアトム級タイトルマッチで挑戦者のSARAMIと対戦し、3-0の判定勝ちで王座の初防衛に成功。試合後には、観戦に訪れていたRIZIN実行委員長の榊原信行から直々に参戦オファーを受けた。
2018年9月30日、RIZIN.13で元Invicta FC世界アトム級王者の浜崎朱加と対戦し、1Rにキムラロックで一本負けを喫した。
2018年12月1日、DEEP JEWELS 22のDEEP JEWELSアトム級タイトルマッチで挑戦者の前澤智と対戦。互角の打ち合いを繰り広げたが、1-2のスプリット判定で敗れ、王座から陥落した。
2019年7月15日、修斗初参戦となったSHOOTO 30th ANNIVERSARY TOUR 第6戦でイ・イェジと対戦し、2Rにリアネイキドチョークで一本勝ち。
2019年11月24日、SHOOTO 30th ANNIVERSARY TOUR FINALの修斗女子初代スーパーアトム級王座決定トーナメント一回戦でターニャ・アンゲラーと対戦し、2RにパウンドでTKO勝ち。
2020年5月31日、無観客で行われたPROFESSIONAL SHOOTO 2020 Vol.3 ABEMAテレビマッチの修斗女子初代スーパーアトム級王座決定トーナメント準決勝で大島沙緒里と対戦し、3RにパウンドでTKO勝ち。
2020年8月1日、PROFESSIONAL SHOOTO 2020 Vol.5で修斗の歴史上初めて女子の試合のメインイベントとして行われた、修斗女子初代スーパーアトム級王座決定トーナメント決勝で杉本恵と対戦し、スタンドで終始優位に立ち、3-0（30-27×3）の判定勝ちを収め、修斗史上初の女子初代王者となった。
2021年11月6日、PROFESSIONAL SHOOTO 2021 Vol.7の女子世界スーパーアトム級チャンピオンシップで、3度目の対戦となるSARAMIと初防衛戦を行い、0-3（46-49、45-49、47-48）の判定負けを喫し、王座から陥落した。
2022年1月16日、PROFESSIONAL SHOOTO 2022 開幕戦で宝珠山桃花と対戦し、3-0の判定勝ちを収めた。
2023年1月15日、PROFESSIONAL SHOOTO 2023 開幕戦で渡辺彩華と対戦し、2Rに右アッパーでKO負けを喫した。

## 戦績

### 総合格闘技
| 総合格闘技 戦績 | 総合格闘技 戦績 | 総合格闘技 戦績 | 総合格闘技 戦績 | 総合格闘技 戦績 | 総合格闘技 戦績 | 総合格闘技 戦績 |
| --------------- | --------------- | --------------- | --------------- | --------------- | --------------- | --------------- |
| 24 試合         | (T)KO           | 一本            | 判定            | その他          | 引き分け        | 無効試合        |
| 18 勝           | 3               | 5               | 10              | 0               | 0               | 0               |
| 7 敗            | 2               | 1               | 4               | 0               | 0               | 0               |

| 勝敗 | 対戦相手             | 試合結果                      | 大会名 | 開催年月日     |
| ×    | 渡辺彩華             | 2R 1:29 KO（右アッパー）      | プロフェッショナル修斗 2023 開幕戦                                                                              | 2023年1月15日  |
| ○    | パク・ソ・ヨン       | 2分 1:34 リアネイキドチョーク | プロフェッショナル修斗 2022 Vol.5                                                                               | 2022年7月17日  |
| ○    | 宝珠山桃華           | 5分3R終了 判定3-0             | プロフェッショナル修斗 2022 開幕戦                                                                              | 2022年1月16日  |
| ×    | SARAMI               | 5分5R終了 判定0-3             | プロフェッショナル修斗 2021 Vol.7 【修斗女子世界スーパーアトム級チャンピオンシップ】                            | 2021年11月6日  |
| ○    | 杉本恵               | 5分3R終了 判定3-0             | プロフェッショナル修斗 2020 Vol.5 【修斗女子初代スーパーアトム級王座決定トーナメント 決勝】                     | 2020年8月1日   |
| ○    | 大島沙緒里           | 3R 2:57 TKO（パウンド）       | プロフェッショナル修斗 2020 Vol.3 ABEMAテレビマッチ 【修斗女子初代スーパーアトム級王座決定トーナメント 準決勝】 | 2020年5月31日  |
| ○    | ターニャ・アンゲラー | 2R 4:52 TKO（パウンド）       | 修斗 30th ANNIVERSARY TOUR FINAL 【修斗女子初代スーパーアトム級王座決定トーナメント 一回戦】                    | 2019年11月24日 |
| ○    | イ・イェジ           | 2R 4:48 スリーパーホールド    | 修斗 30th ANNIVERSARY TOUR 第6戦                                                                                | 2019年7月15日  |
| ×    | 前澤智               | 5分3R終了 判定1-2             | DEEP JEWELS 22 【DEEP JEWELS アトム級タイトルマッチ】                                                           | 2018年12月1日  |
| ×    | 浜崎朱加             | 1R 4:45 キムラロック          | RIZIN.13 | 2018年9月30日  |
| ○    | SARAMI               | 5分3R終了 判定3-0             | DEEP JEWELS 19 【DEEP JEWELS アトム級タイトルマッチ】                                                           | 2018年3月10日  |
| ○    | パク・ジョンウン     | 5分3R終了 判定3-0             | DEEP 81 IMPACT                                                                                                  | 2017年12月23日 |
| ×    | ハム・ソヒ           | 3R 4:12 TKO（パウンド）       | ROAD FC 039 【ROAD FC 女子アトム級初代王座決定戦】                                                              | 2017年6月10日  |
| ○    | スギロック           | 5分3R終了 判定3-0             | DEEP JEWELS 15 【DEEP JEWELS アトム級タイトルマッチ】                                                           | 2017年2月25日  |
| ○    | 石岡沙織             | 5分3R終了 判定3-0             | DEEP JEWELS 14                                                                                                  | 2016年11月3日  |
| ○    | 前澤智               | 5分2R終了 判定3-0             | DEEP JEWELS 13                                                                                                  | 2016年8月27日  |
| ○    | 蓮珠DATE             | 1R 1:29 TKO（パウンド）       | DEEP JEWELS 12                                                                                                  | 2016年6月5日   |
| ○    | 華DATE               | 5分2R終了 判定3-0             | DEEP JEWELS 11                                                                                                  | 2016年3月6日   |
| ×    | スギロック           | 5分3R終了 判定0-3             | DEEP JEWELS 10                                                                                                  | 2015年11月22日 |
| ×    | V.V Mei              | 5分2R終了 判定0-3             | DEEP JEWELS 8 【DEEP JEWELS フェザー級GP 準決勝】                                                               | 2015年5月31日  |
| ○    | 富松恵美             | 5分2R終了 判定2-1             | DEEP JEWELS 7 【DEEP JEWELS フェザー級GP 一回戦】                                                               | 2015年2月21日  |
| ○    | SARAMI               | 1R 4:02 リアネイキドチョーク  | DEEP JEWELS 6                                                                                                   | 2014年11月3日  |
| ○    | 吉田正子             | 5分2R終了 判定3-0             | DEEP JEWELS 5                                                                                                   | 2014年8月9日   |
| ○    | 前澤智               | 1R 1:49 リアネイキドチョーク  | JEWELS 23rd RING                                                                                                | 2013年5月30日  |
| ○    | 谷山尚未             | 2R 1:55 リアネイキドチョーク  | JEWELS 22nd RING                                                                                                | 2012年12月15日 |

### グラップリング
| 勝敗 | 対戦相手         | 試合結果                   | 大会名                      | 開催年月日    |
| ○    | 桧山裕圭         | 1R 1:17 チョークスリーパー | JEWELS 21st RING            | 2012年9月22日 |
| ○    | 紫乃ヴァンフース | 1R 2:06 チョークスリーパー | PANCRASE 2012 PROGRESS TOUR | 2012年7月1日  |
| ×    | MIYOKO           | 2R 3:17 横三角絞め         | JEWELS 18th RING            | 2012年3月3日  |

## 獲得タイトル
- 第5代DEEP JEWELSアトム級王座（2017年）
- 初代修斗女子スーパーアトム級王者（2020年）